# Epicauta cavernosa
Epicauta cavernosa is een keversoort uit de familie van oliekevers (Meloidae). De wetenschappelijke naam van de soort is voor het eerst geldig gepubliceerd in 1855 door Courbon.